# Europacupen i ishockey 1985/1986
Europacupen i ishockey 1985/1986 inleddes den 10 oktober 1985, och avslutades den 30 augusti 1986. Turneringen vanns av sovjetiska CSKA Moskva, som vann slutspelsserien.  

## Inledande omgång
| Lag 1                   | Resultat  | Lag 2        |
| ----------------------- | --------- | ------------ |
| Deko Builders Amsterdam | 10-1, 8-1 | Slavia Sofia |
| Durham Wasps            | 6-7, 3-8  | HK Jesenice  |

## Första omgången
| Lag 1                   | Resultat  | Lag 2                  |
| ----------------------- | --------- | ---------------------- |
| Dynamo Berlin           | 11-1, 8-1 | Újpesti Dózsa          |
| SC Saint Gervais        | 5-3, 3-3  | GKS Zaglębie Sosnowiec |
| HK Jesenice             | 5-8, 2-9  | HC Davos               |
| CHH Txuri Urdin         | 1-5, 0-18 | HC Bolzano             |
| Deko Builders Amsterdam | 2-4, 5-9  | EC KAC                 |

 Ilves,   
 Södertälje SK,   
 SB Rosenheim,   
 Dukla Jihlava,  
 CSKA Moskva  : vidare direkt

## Andra omgången
| Lag 1            | Resultat   | Lag 2         |
| ---------------- | ---------- | ------------- |
| HC Bolzano       | 1-11, 2-11 | CSKA Moskva   |
| EC KAC           | 1-4, 2-10  | Dukla Jihlava |
| HC Davos         | 5-9, 5-9   | Södertälje SK |
| Dynamo Berlin    | 1-3, 4-3   | SB Rosenheim  |
| SC Saint Gervais | WO         | Ilves         |

## Slutspelsserien
Rosenheim, Bayern, Västtyskland
| Lag 1         | Resultat | Lag 2            |
| ------------- | -------- | ---------------- |
| SB Rosenheim  | 1-3      | Södertälje SK    |
| Dukla Jihlava | 10-2     | SC Saint Gervais |
| CSKA Moskva   | 10-2     | Södertälje SK    |
| SB Rosenheim  | 9-4      | SC Saint Gervais |
| CSKA Moskva   | 19-1     | SC Saint Gervais |
| SB Rosenheim  | 6-4      | Dukla Jihlava    |
| CSKA Moskva   | 9-3      | Dukla Jihlava    |
| Södertälje SK | 11-0     | SC Saint Gervais |
| SB Rosenheim  | 0-8      | CSKA Moskva      |
| Södertälje SK | 5-4      | Dukla Jihlava    |

### Slutspelsserien, slutställning
| Placering | Lag              | Poäng |
| 1         | CSKA Moskva      | 8     |
| 2         | Södertälje SK    | 6     |
| 3         | SB Rosenheim     | 4     |
| 4         | Dukla Jihlava    | 2     |
| 5         | SC Saint Gervais | 0     |